# Alfredo Zibechi
Alfredo J. Zibechi (Montevidéu, 30 de outubro de 1895 — 19 de junho de 1958) foi um futebolista uruguaio.

## Carreira
Zibechi começou no Montevideo Wanderers transferindo-se em 1919 para o Nacional, onde foi campeão uruguaio em 1919, 1920, 1922, 1923 e 1924.

### Seleção Uruguaia
Disputou 38 partidas com a camiseta celeste uruguaia entre 1915 e 1924, assinalando um gol, principalmente atuando no meio do campo. Zibechi participou de 6 campeonatos sul-americanos (atual Copa América), sendo campeão em 1916, 1920 e 1924.
Foi medalhista de ouro integrando o lendário conjunto que mostrou aos europeus a força do futebol da América do Sul pela primeira vez no torneio disputado em 1924, em Paris.